# 永红街道
永红街道，是中华人民共和国江苏省常州市钟楼区下辖的一个乡镇级行政单位。

## 行政区划
永红街道下辖以下地区：
东方社区、永红社区、新建社区、白荡社区、新华社区、荆川社区、为民社区、陈渡社区、宣塘社区、清潭新村第一社区、清潭新村第二社区、清潭新村第三社区、清潭新村第四社区、清潭新村第五社区、电子新村社区、荆川里第一社区、荆川里第二社区、广成路社区、花园南村社区、锦阳花园社区、陈渡新苑社区和香江华庭社区。